# Marcel Vaarmeijer

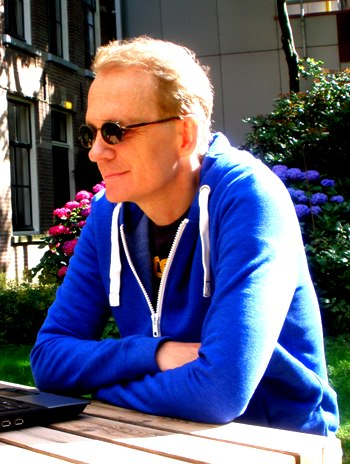
Marcel Vaarmeijer

Marcel Vaarmeijer (4 april 1963, Amsterdam) is een Nederlandse schrijver van romans, kinder- en jeugdboeken, columns en korte verhalen. Hij debuteerde in 1988 met een gedicht in Propria Cures. In 1994 en 1995 publiceerde hij een reeks columns over de Koninklijke Marine in NRC Handelsblad, waarvan in 1996 een verzamelbundel verscheen.

## Biografie

### Jeugd
Marcel Vaarmeijer werd geboren op 4 april 1963 in Amsterdam. In februari 1966 overleed zijn vader. Hij verbleef vier keer voor langere tijd in kindertehuizen, o.a. in Petten, Amsterdam en Egmond aan Zee. Met zijn moeder verhuisde hij in 1972 naar Enschede. Omdat zijn moeder ernstig ziek werd, woonde hij vaak bij familieleden en pleeggezinnen.

### Opleiding
Vanwege de onzekere thuissituatie, kon hij moeilijk meekomen op school. Hij doorliep de lagere school, in Amsterdam en Enschede, en behaalde in 1979 zijn mavodiploma. Hij wilde verder leren en studeren, maar door de ziekte van zijn moeder besloot hij naar de marine te vertrekken.

### Werk
Van 1979 tot 1986 werkte hij als seiner-telexist bij de Koninklijke Marine. Op jonge leeftijd zag hij veel van de wereld en werd hij voor negen maanden uitgezonden naar Curaçao. In 1986 verliet Marcel de marine en verhuisde naar Amsterdam, waar hij werkte als receptionist en secretarieel medewerker bij diverse bedrijven.

## Schrijven
Als kind was Vaarmeijer gefascineerd door boeken en las hij veel strips en kinderboeken. Later ontdekte hij de volwassenenliteratuur. Geïnspireerd door Godfried Bomans, Gerard Reve en Simon Carmiggelt begon hij zelf te schrijven. Zijn eerste publicatie was een gedicht in Propria Cures (1988), waarvoor hij nog meerdere gedichten en korte verhalen schreef. In 1994 en 1995 schreef hij een reeks columns over de marine voor NRC Handelsblad, waarvan in 1996 een verzamelbundel verscheen. Zijn eerste roman Dov verscheen in 2001, gevolgd door Rose en Val in 2004. Om zijn stijl verder te ontwikkelen, schreef hij een detective Dodelijk fruit, een kinderboek Boem, weg!, twee jeugdboeken en een thriller. Daarna keerde hij terug naar de roman. Van 2015 tot 2018 verschenen er vier romans bij uitgeverij Luitingh-Sijthoff: De Gloriedagen van Walter Gom, Voor wie ik heb Liefgehad, (Vertaald in het Duits bij Bastei Lübbe), Heelmeester (Longlist Librisliteratuurprijs) en Wolkenjager.  In 2020 verscheen de versjesbundel Handjes in de lucht, eveneens bij uitgeverij Luitingh-Sijthoff, met illustraties van Juliette de Wit.
Na een korte onderbreking schreef hij de Young Adult-roman Voel, die in 2023 bij uitgeverij Clavis zal verschijnen. 

## Trivia
- Speelde drums en klarinet bij een drumband en een harmonie.
- Won in 1993 onder pseudoniem de recensieprijsvraag van Propria Cures.
- Zijn jeugdboeken Su-su-superster en Wendy’s Moeder waren kerntitels van de Jonge Jury in 2014 en 2015.
- De zoon in Voor wie ik heb Liefgehad (Oscar) is gebaseerd op Marcel.[4]